# 원사 (군사)
원사(元士)는 군대 계급 중 하나이다. 상사의 위, 준위의 아래에 위치하고, 부사관의 최상급이다. 미군의 "Sergeant Major"에 대응된다.
원사의 보직으로 대대급 이상 부대에 주임원사가 존재하는데, 이는 각급 부대의 부사관 대표로서 해당 보직에 계급을 명시하는 보직이다. 때문에 원사 적임자가 없는 소규모 부대에서는 원사가 아닌 상사를 이 보직에 임명하여 '주임상사'라 하기도 하며, 외국군에서는 준위까지 사병으로 분류하는 국가에서는 준위를 이 보직에 임명하여 '주임준위'라 한다.
기갑 병과에서는 주임원사를 하지 않는 한 원사가 되어도 전차장을 하게 되며 특전사에서 역시 주임원사를 하거나 시설대 소속이 아닌 이상 원사가 되어도 담당관을 하게 된다.
외국에서는 원사에서 준위를 거쳐 소위로 진급할 수 있는데 일례로 일본 자위대에서는 방위대학교를 졸업하면 한국군의 원사에 해당되는 조장으로 임관한 후 초등군사반을 거치고 나서 한국군의 소위에 해당되는 3등(육, 해, 공)위로 진급한다. 정년 연령은 만 55세이다.
- 육군 : 행정보급관, 주임원사
- 해군 :
- 공군 : 
  - 정비 :

## 계급장
2016년 2월 23일에 군인복제령이 개정되어 부사관 계급장 하단의 무궁화 좌우 잎이 각각 2개에서 3개로 변경되었다. (장교와 동일한 형태로 개정됨)
 원사(元士)
| 부사관 (副士官) |             | 육군(포제 정장) | 육군(포제 견장) | 육군(금속제) | 해군 | 해병대 | 공군 |
| 부사관 (副士官) | 원사 (元士) |                 |                 |              |      |        |      |